# 南貝富塔卡區
南貝富塔卡區，是馬達加斯加的行政區，位於該國東南部，由阿齊莫-阿齊那那那區負責管轄，首府設於貝富塔卡，面積3,097平方公里，2011年人口50,651，人口密度每平方公里16人。